# Анненков, Павел Васильевич
Па́вел Васи́льевич А́нненков (19 июня [1 июля] 1813 (по другим сведениям — 19 июня [1 июля] 1812 и 18 (30) июня 1812), Москва — 8 [20] марта 1887, Дрезден) — русский литературный критик, историк литературы и мемуарист из дворянского рода Анненковых. Старший брат генерала Ивана Анненкова. Будучи свидетелем смены поколений русских писателей XIX века, Анненков в своих мемуарах запечатлел некоторые значимые вехи развития литературы и создал портреты отдельных деятелей эпохи, в том числе Николая Гоголя, Ивана Тургенева, Виссариона Белинского, Александра Герцена и других. В течение многих лет занимался изучением рукописей, писем, черновиков и рисунков Пушкина, собирал воспоминания о поэте; итогом стали вышедший в 1855 году масштабный труд «Материалы к биографии Александра Сергеевича Пушкина», книга «Александр Сергеевич Пушкин в Александровскую эпоху» (1874), а также собрание сочинений поэта в семи томах (1855—1857).

## Биография
Павел Васильевич Анненков вошёл в русскую культуру не только как основатель пушкинистики, но и как человек, обладавший способностью оказываться в нужное время в нужном месте. Он был свидетелем и участником многих знаковых событий XIX века: записывал под диктовку Николая Гоголя первый том «Мёртвых душ»; наблюдал, как Виссарион Белинский незадолго до смерти работал над вызвавшим большой общественный резонанс «Письмом к Гоголю»; входил в круг лиц, приглашённых на защиту диссертации Николая Чернышевского «Эстетические отношения искусства к действительности». Анненков находился в Париже в дни революции; раньше других (благодаря обширным знакомствам в самых разных сферах) узнал о грядущей крестьянской реформе. Он не пропускал значимых театральных премьер, посещал литературные чтения, фиксировал основные идеологические полемики своего времени. Тем не менее современники иногда называли его «туристом-эстетиком», а потомки, изучавшие его биографию, — «лишним человеком», не стремившимся «оставаться в модном социальном тренде».

### Происхождение, семья, учёба
Вопрос, связанный с годом рождения Анненкова, остался открытым. Московская церковь, в которой в младенчестве крестили Павла Васильевича, была уничтожена пожаром. Когда в 1832 году он обратился с запросом в духовную консисторию, то узнал, что метрическая книга с соответствующей записью не сохранилась. Однако нашлись свидетели (включая бывшего дьякона церкви), подтвердившие «факт крещения в июне 1812 г.». В то же время на дрезденском памятнике Анненкова значится другая дата появления на свет, сделанная со слов его жены Глафиры Александровны: «19 Juni / 1 Juli 1813».
О родителях Анненкова известно немного. Его отец, представитель русского служилого дворянства Василий Александрович Анненков, и мать, Агриппина Фёдоровна Стрекалова, венчались в Москве в 1802 году. В семье, кроме Павла, росли ещё три сына: Фёдор, Иван и Александр. Судьбы братьев сложились по-разному. Фёдор в конце жизни достиг чина генерал-майора, а незадолго до смерти получил назначение на пост нижегородского губернатора. Иван был знако́м с Натальей Гончаровой и её вторым мужем Петром Ланским, которые в конце 1840-х или начале 1850-х годов передали ему рукописи Александра Сергеевича Пушкина и попросили оказать содействие в издании его произведений. Брат Александр славился пристрастием к карточной игре и порой ставил под угрозу «состояние всей семьи».
В детстве и отрочестве Павел Васильевич подолгу жил в симбирском поместье матери, расположенном в селе Чирикове. Затем он поступил в Петербургский горный институт, однако оставил учёбу, не дойдя до специальных дисциплин. В 1833 году Анненков устроился на службу в министерство финансов, но и эта деятельность оказалась непродолжительной. Подав в отставку и став «бесчиновым неслужащим дворянином», Павел Васильевич решил связать свою жизнь с литературно-художественной средой. Этому способствовали и его поступление — в качестве вольнослушателя — на историко-филологический факультет Петербургского университета, и вхождение в столичные литературные круги.

### 1830-е годы. Вхождение в русскую литературную жизнь

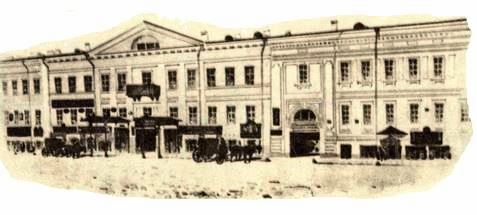
Дом Лепена на Малой Морской улице. Середина XIX века

Знакомство с представителями русской литературы началось у двадцатилетнего Анненкова с Гоголя. Их первые встречи произошли, скорее всего, в 1832-м, а со следующего года Павел Васильевич стал завсегдатаем субботних вечеров, устраиваемых писателем во флигеле дома Лепена на Малой Морской улице. Попасть в этот круг новым людям было сложно, однако Гоголь, по-видимому, оценил острый ум и аналитические способности молодого человека, поэтому дал ему прозвище Жюль Жанен — так звали популярного в ту пору французского критика. По воспоминаниям Анненкова, ему довелось побывать на премьере «Ревизора» в Александринском театре в 1836 году и присутствовать на первом чтении фрагментов «Мёртвых душ».
После отъезда Гоголя из России своеобразную опеку над Павлом Васильевичем взял Виссарион Белинский, знакомство с которым произошло в доме преподавателя русской словесности Александра Александровича Комарова. Имя Анненкова в пору ещё ничего не говорило друзьям Белинского, поэтому изначально отношение к нему было весьма прохладным. Однако сам Виссарион Григорьевич с симпатией относился к новому знакомому и старался дать ему хорошие рекомендации. Так, в письме, адресованном очеркисту Василию Боткину и датированном июнем 1840 года, он характеризовал Анненкова так: «мой добрый приятель… ты увидишь, что это бесценный человек, и полюбишь его искренно». Не исключено, что именно Белинский предложил Павлу Васильевичу набраться жизненных впечатлений во время зарубежных путешествий, а также составил маршрут поездки. Осенью 1840 года Анненков вместе с молодым публицистом Михаилом Катковым отправились на пароходе в Любек.

### 1840-е годы. Время путешествий
Первая зарубежная поездка Анненкова продолжалось в течение трёх лет — за это время он успел посетить страны Германского союза, Францию, Швейцарию, Англию, Данию, Шотландию, а также Ирландию, до которой в ту пору русские литераторы ещё не добирались. Свои впечатления Павел Васильевич отразил в цикле «Письма из-за границы», которые отправлял из разных стран сначала Белинскому, а затем редактору журнала «Отечественные записки» Андрею Краевскому, опубликовавшему их в своём издании под рубрикой «Смесь». Анненков знакомился с достопримечательностями городов (в Любеке его заинтересовал собор с алтарём Ханса Мемлинга, в Праге — Карлов мост), посещал университетские лекции в Берлине (именно там он впервые встретил Тургенева, с которым «даже не раскланялся»). В Риме молодой путешественник прибыл в дом Гоголя, предложившего гостю переписывать под его диктовку «Мёртвые души» и сопроводившего просьбу словами: «Старайтесь не смеяться, Жюль».

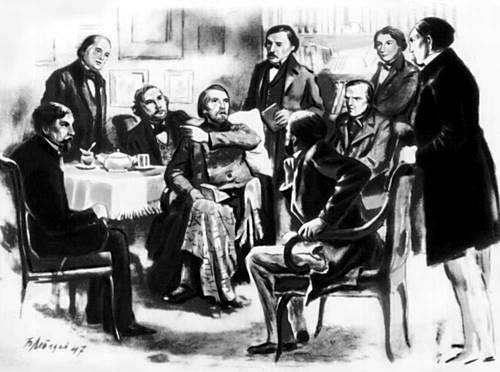
Кружок Белинского. 1847

В 1843 году, вернувшись в Россию, Анненков обнаружил, что в стране ведутся бурные полемики между западниками и славянофилами. Поселившись в подмосковном Соколове вместе с Тимофеем Грановским и Александром Герценом, Павел Васильевич не только слушал идеологов западничества, но и включался в их дискуссии. В субботние вечера он приезжал к Белинскому, где участвовал в беседах о различных направлениях французского утопического социализма. Кроме того, Анненков сблизился с редакцией «Отечественных записок» — вероятно, именно он впервые заговорил о необходимости развивать такой жанр, как физиологический очерк, популярность которого успел оценить во Франции.
Зимой 1846 года Павел Васильевич вновь уехал в Европу. Обосновавшись в Париже, он имел возможность наблюдать за революционными событиями и встречаться с их участниками. Итогом поездки стала очередная серия публикаций: в журнале «Современник» появились «Парижские письма», в которых Анненков рассказывал не только о политике, но и о театральной жизни Франции. Не исключено, что на содержание отдельных писем повлияло знакомство Павла Васильевича с Карлом Марксом, а также их дальнейшая переписка, в которой, в частности, анализировалась только что вышедшая книга политика и публициста Прудона «Система экономических противоречий, или Философия нищеты». Узнав о том, что тяжело больному Белинскому врачи рекомендовали пройти курс лечения на водах в Зальцбрунне, Павел Васильевич предложил свои услуги в качестве сопровождающего. Летом 1847 года в его присутствии Виссарион Григорьевич написал своё фактическое завещание — «Письмо к Гоголю».

### Первая половина 1850-х. «Пушкинские» годы

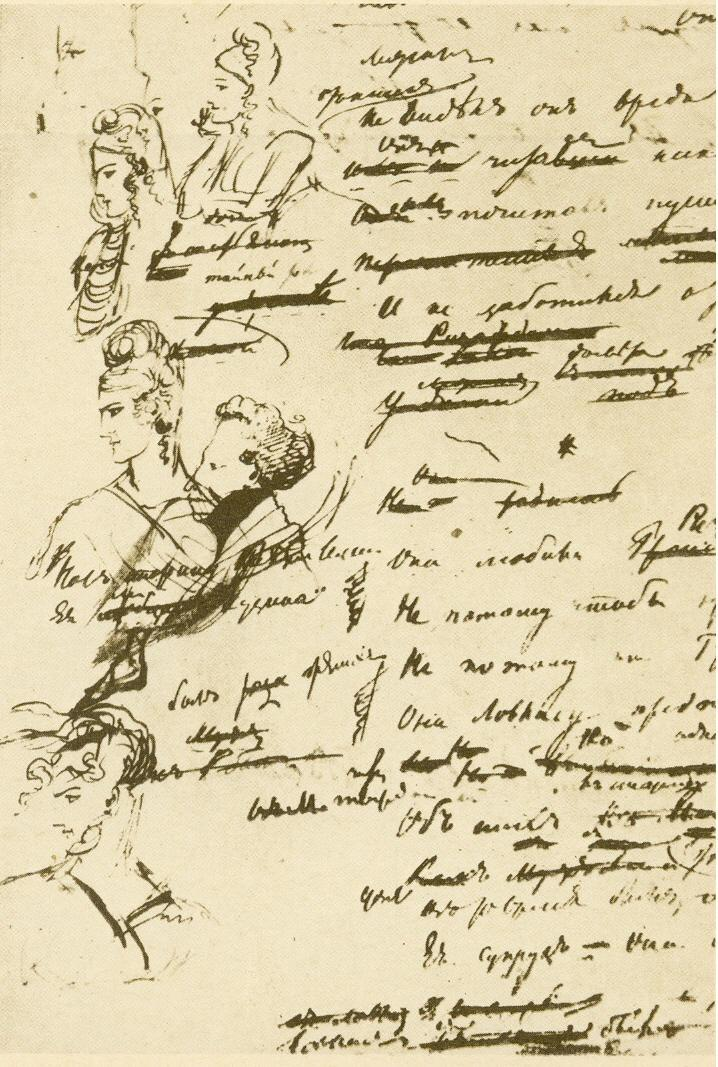
«Евгений Онегин». Автограф А. С. Пушкина

Многолетняя деятельность, связанная с изучением биографии и творчества Пушкина, началась у Анненкова во многом благодаря младшему брату. Вернувшись в октябре 1848 года в Россию, Павел Васильевич поселился в своём симбирском имении. Его уединённая жизнь периодически прерывалась письмами от Ивана Васильевича, получившего от Натальи Гончаровой и Петра Ланского рукописи Пушкина. Согласно контракту, заключённому между Натальей Николаевной и Иваном Анненковым, ему передавалось право на издание сочинений поэта. Младший брат настойчиво предлагал Павлу Васильевичу взяться за эту работу, но тот долго колебался — вплоть до осени 1851 года. Как писал впоследствии сам Анненков, даже когда в литературном сообществе заговорили об этом проекте как о деле решённом, его, тем не менее, «не покидали страх и сомнения в удаче обширного предприятия».
Работа по подготовке издания велась у Павла Васильевича одновременно по нескольким направлениям. Первое касалось сбора воспоминаний — Анненков вёл обширную переписку, искал людей, знавших поэта лично, встречался с ними, записывал устные рассказы, редактировал полученные рукописи. В 1851—1852 годах в числе его корреспондентов и собеседников были лицейские друзья Пушкина, критик Пётр Плетнёв, брат поэта Лев Пушкин, товарищи Александра Сергеевича Константин Данзас, Павел Нащокин, поэт Павел Катенин, писатель Владимир Даль, прозаик и драматург Владимир Соллогуб и многие другие. В одном из писем Анненков признавался, что «беготня за современниками» отнимает у него очень много времени: «Биография Пушкина есть, может быть, единственный литературный труд, в котором гораздо более разъездов и визитов, чем занятий и кабинетного сидения».
Порой для получения воспоминаний Павлу Васильевичу приходилось использовать дипломатические способности. Так, сохранилось его письмо Анне Петровне Керн, в котором Анненков просил её включиться в подготовку мемуаров и быть выше «маленьких и пошленьких соображений мещанского понимания морали». При этом он постоянно подчёркивал, что хотел бы избежать чрезмерных восхвалений поэта, — биографию Александра Сергеевича предполагалось воспроизвести на основе «местной правды», «на истине и неопровержимых фактах».
Второе направление работы было связано с изучением российских периодических изданий 1810—1830 годов. Анненков внимательнейшим образом просматривал «Вестник Европы», «Московский телеграф», «Телескоп», делал выписки, воспроизводил цитаты из рецензий и литературных дискуссий — в результате одними лишь извлечениями из старых журналов было заполнено несколько толстых тетрадей. Как отмечал позднее историк литературы Леонид Майков, изучавший черновые заметки Павла Васильевича, биограф поэта искал в публикациях «указания на то, как постепенно слагалось в русском обществе воззрение на поэтическую деятельность Пушкина».
Кроме того, существовало третье — возможно, самое сложное — направление, которое касалось исследования пушкинских рукописей и писем. Анненков готовил к печати рабочие тетради поэта, разрозненные заметки автобиографического характера, наброски будущих произведений, рисунки, фрагменты статей, зарисовки. По словам литературоведа Георгия Фридлендера, в результате этой работы на первый план вышла «внутренняя творческая биография Пушкина», возникла «картина постоянного, сложного взаимодействия между мыслью Пушкина и окружающей действительностью».

Исследуя черновики поэта и прослеживая по ним основные вехи творческой истории «Бориса Годунова», «Евгения Онегина», «Путешествия в Арзрум», «Тазита», «Медного всадника» и других произведений Пушкина, Анненков постарался не только показать внутреннюю эволюцию каждого из этих пушкинских замыслов, но и нащупать тот внутренний центр, который скреплял воедино отдельные разрозненные звенья жизни и творческой биографии поэта. 
Работа осложнялась тем, что Павел Васильевич был вынужден постоянно помнить о неких самоограничениях. Дело было не только в цензуре, которая могла не допустить к печати откровенно «крамольные» материалы, но и из-за деликатных обязательств по отношению к инициатору проекта — Наталье Николаевне Гончаровой. Поэтому за скобками остались как детали семейной драмы поэта, так и история, ставшая причиной дуэли и смерти Пушкина. Как писал впоследствии Иван Васильевич Анненков, его брату с самого начала приходилось распределять всю поступающую информацию на две группы — «для сведения» и «для печати». Если «Материалы для биографии А. С. Пушкина» были изданы в 1855 году, то отложенные рукописи Анненков опубликовал лишь в 1874 году в «Вестнике Европы» под названием «Александр Сергеевич Пушкин в Александровскую эпоху. По новым документам». Подготовленное Павлом Васильевичем семитомное собрание сочинений поэта вышло в свет в 1855—1857 годах.

### Вторая половина 1850-х — первая половина 1860-х. Литературная критика

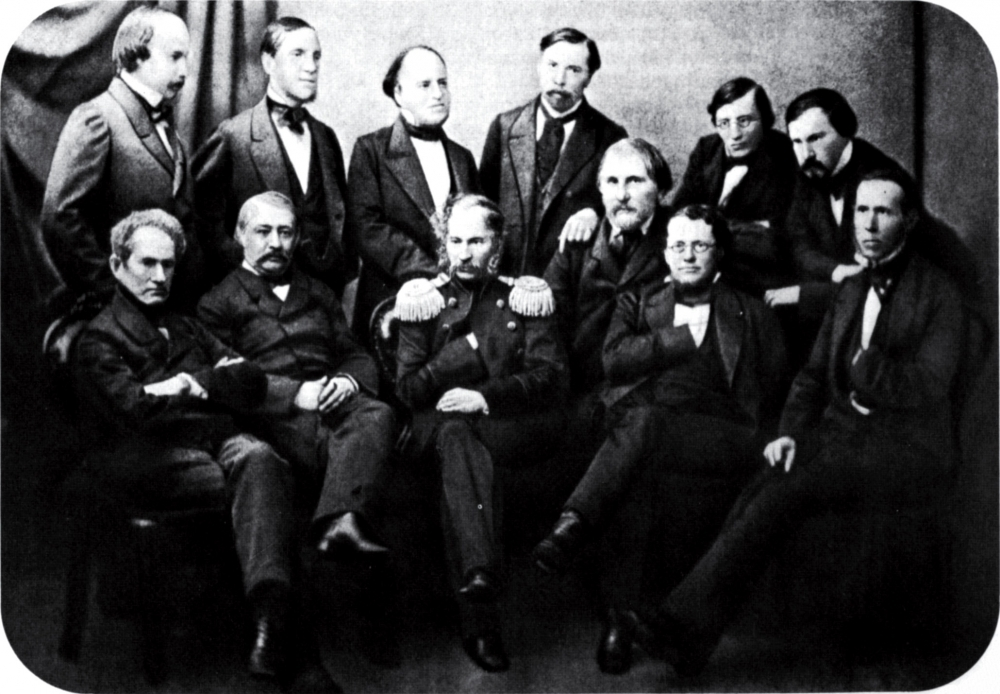
Члены комитета Литературного фонда. Сидят (слева направо): А. В. Никитенко, А. А. Краевский, Е. П. Ковалевский, И. С. Тургенев, К. Д. Кавелин, А. Д. Галахов; стоят: С. С. Дудышкин, Е. И. Ламанский, А. П. Заблоцкий-Десятовский, П. В. Анненков, Н. Г. Чернышевский, А. В. Дружинин. 1859

Выход материалов о Пушкине и первого научного издания сочинений поэта воодушевил Анненкова — его труд был доброжелательно оценён литературным сообществом, а сам он обрёл репутацию грамотного литературоведа и текстолога. Опыт работы в формате биографически-мемуарного жанра открыл перед Павлом Васильевичем новые возможности. В 1857 году он опубликовал в «Русском вестнике» «Биографию Н. В. Станкевича», а в петербургском журнале «Библиотека для чтения» — статью «Н. В. Гоголь в Риме летом 1841 г.», в которой воспроизвёл подробности своей встречи с писателем в Италии. В этих воспоминаниях впервые присутствовал человек, с которым Анненков был знаком лично; в дальнейшем подобный подход он использовал довольно часто — героями его этюдов и очерков становились те представители русской культуры, с которыми Павел Васильевич пересекался на разных жизненных этапах.
Некоторые понятия, использовавшиеся Анненковым в его критических работах, впоследствии основательно закрепились в русской литературе. По данным профессора МГУ Василия Кулешова, именно Павел Васильевич первым употребил в печати слово «реализм», дав одновременно понять, что услышал его от Белинского. Он же первым в России произнёс слово «импрессионизм» применительно к творчеству пейзажиста Камиля Коро, отметив в одной из статей, что его картина «Вечер» — «это передача впечатления, которое даёт иногда глазу художника природа». Умение находить точные определения по отношению к тем или иным явлениям привели к удивительному совпадению: в 1860 году, ещё не зная о тургеневском замысле романа «Отцы и дети», Анненков в одном из писем, адресованных Ивану Сергеевичу, назвал не признающих авторитетов сотрудников журнала «Современник» «юными нигилистами» — словом, которое стало неотъемлемой частью характеристики Евгения Базарова.
В этот же период Анненков начал весьма активно заниматься общественной деятельностью. Он вошёл в состав учредителей Литературного фонда — организации, оказывавшей помощь литератором и членам их семей, которые попали в сложную финансовую ситуацию, а также поддерживавшей молодых перспективных поэтов и прозаиков.

### Конец 1860-х годов. Семья
В 1860-х годах в личной жизни Анненкова произошли большие перемены: 48-летний мемуарист впервые связал себя брачными узами. Его избранницей стала тридцатилетняя Глафира Ракович, встрече с которой, по признанию Павла Васильевича, он был обязан Тургеневу. Как писал в воспоминаниях сам Анненков, именно Иван Сергеевич познакомил его с хозяевами художественного салона Карташевскими, приходившимися родственниками Глафире Александровне. Свадьба состоялась 22 февраля 1861 года, причём жених был настолько занят подготовкой к предстоящему событию, что забыл оповестить о нём одного из «виновников торжества» — Тургенева. Тот сам напомнил о себе, прислав из Парижа письмо с вопросом: «правда ли, что вы женитесь и на той ли особе, про которую мне могла писать гр. Кочубей? Если да, примите моё искреннее и дружеское поздравление».
В дальнейшем Иван Сергеевич периодически упоминал в адресованных Павлу Васильевичу письмах про Глафиру Александровну («Передайте мой самый задушевный поклон вашей жене. Говорят, москвичи её на руках носили»), однако первая встреча писателя с супружеской четой состоялась лишь в 1864 году, когда Анненковы отправились путешествовать по Европе. О своих впечатлениях Тургенев рассказал Полине Виардо: «Мой старый друг Анненков счастлив, как только может быть счастлив человек… они настолько друг в друга влюблены, что обмениваются бранными словами, пропитанными нежностью». У Павла Васильевича и Глафиры Александровны родились дочь Вера (1867) и сын Павел (1869). На появление первенца Тургенев откликнулся письмом: «Вот вы и отец теперь, отец ребёнка, подаренного любимой женщиной. Подобного счастья я никогда не испытывал и радуюсь, что оно достаётся человеку, которого я люблю».

### 1870-е годы. Время мемуаров
Заботы о здоровье жены и рождение детей на время отвлекли Анненкова от мемуарно-биографической деятельности. В 1870-х годах Павел Васильевич с семьёй почти постоянно находился в Европе. В его письмах тех лет много внимания уделялось бытовым и финансовым вопросам: «Желаю объяснить Вам мою уступку — зачем основался я на зиму в Брюсселе? Вот зачем — нигде, всего менее в Париже — мог бы я иметь за 400 ф. в месяц 7 комнат в аристократическом квартале, окружённом лучшими учебными заведениями». Тем не менее литература постепенно вернулась в его жизнь: в 1874 году Анненков издал новый труд, посвящённый биографии Пушкина, тогда же подготовил к печати несколько статей о проектах и черновых набросках поэта. Кроме того, Павел Васильевич приступил к работе над большим очерком «Замечательное десятилетие. 1838—1848». О своём замысле Павел Васильевич рассказал в одном из писем, датированных 1876 годом: «По совету Пыпина я стал писать воспоминания о Белинском и о людях 40-х годов вообще, которые мне так хорошо знакомы». Очерк, героями которого, помимо Белинского, стали Бакунин, Герцен, Гоголь, Грановский, Станкевич, был опубликован в «Вестнике Европы» (1880, № 1).

### Смерть. Судьбы детей
В 1880-х годах Анненков жил то в Берлине, то в Дрездене, то в Баден-Бадене. Незадолго до смерти он побывал в России, посетил вместе с сыном Павлом родовое симбирское имение Чириково. С годами любые перемещения давались Павлу Васильевичу всё тяжелее — так, в 1885 году, приехав по просьбе Полины Виардо во Францию (где ему после смерти Тургенева предстояло рассортировать часть архивных материалов), он писал Глафире Александровне: «Никуда меня не тянет, ничего видеть не хочется, а было время! Кто мне отдаст мою молодость, восприимчивость, мою свежесть? Да и не нужно».
Павел Васильевич Анненков скончался в марте 1887 года в Дрездене, где и был похоронен. Глафира Александровна умерла через двенадцать лет — в 1899-м. Их дочь Вера Павловна Анненкова, ставшая женой немецкого военного, прожила почти девяносто лет — датой её смерти значится 1956 год. В её дрезденской квартире много десятилетий хранились оставшиеся после отца тургеневские письма, однако в 1945 году, во время бомбардировок, дом был разрушен, и архив не сохранился. Сын Анненковых Павел в 1895 году получил диплом Новороссийского университета, занимался экономикой, жил в селе Чирикове. Он ушёл из жизни в 1934 году.

## Дружба с Тургеневым
Дружба Тургенева и Анненкова длилась несколько десятилетий. Их знакомство произошло в 1843 году в доме Белинского, однако молодой писатель и начинающий литературовед не сразу поняли и приняли друг друга. Уже после смерти Ивана Сергеевича Анненков рассказывал, что на первых порах они то сближались, то отдалялись — прошло время, прежде чем оба поняли: «есть какая-то непреодолимая связь, мешающая нам разойтись в разные стороны». Павел Васильевич, как правило, знакомился с новыми сочинениями Тургенева ещё до сдачи рукописей в печать (по утверждению Александра Пыпина, все его «последние произведения отдавались сначала на суд Анненкова») — этот взгляд со стороны был полезен автору, и некоторые замечания товарища Иван Сергеевич учитывал при доработке. Кроме того, Анненков поддерживал в писателе веру в себя, когда тот после резких оценок критиков впадал в уныние. Свидетельством тому — одно из писем Павла Васильевича, отправленное Тургеневу: «Все нити жизни притянуты у Вас к одному центру, таланту Вашему… а все прочее — фантом». Это, впрочем, не означало, что Анненков безоговорочно принимал всё им написанное, — так, после выхода «Нови» Павел Васильевич заметил, что в романе ему не понравились «памфлетические элементы» и «личные намёки».

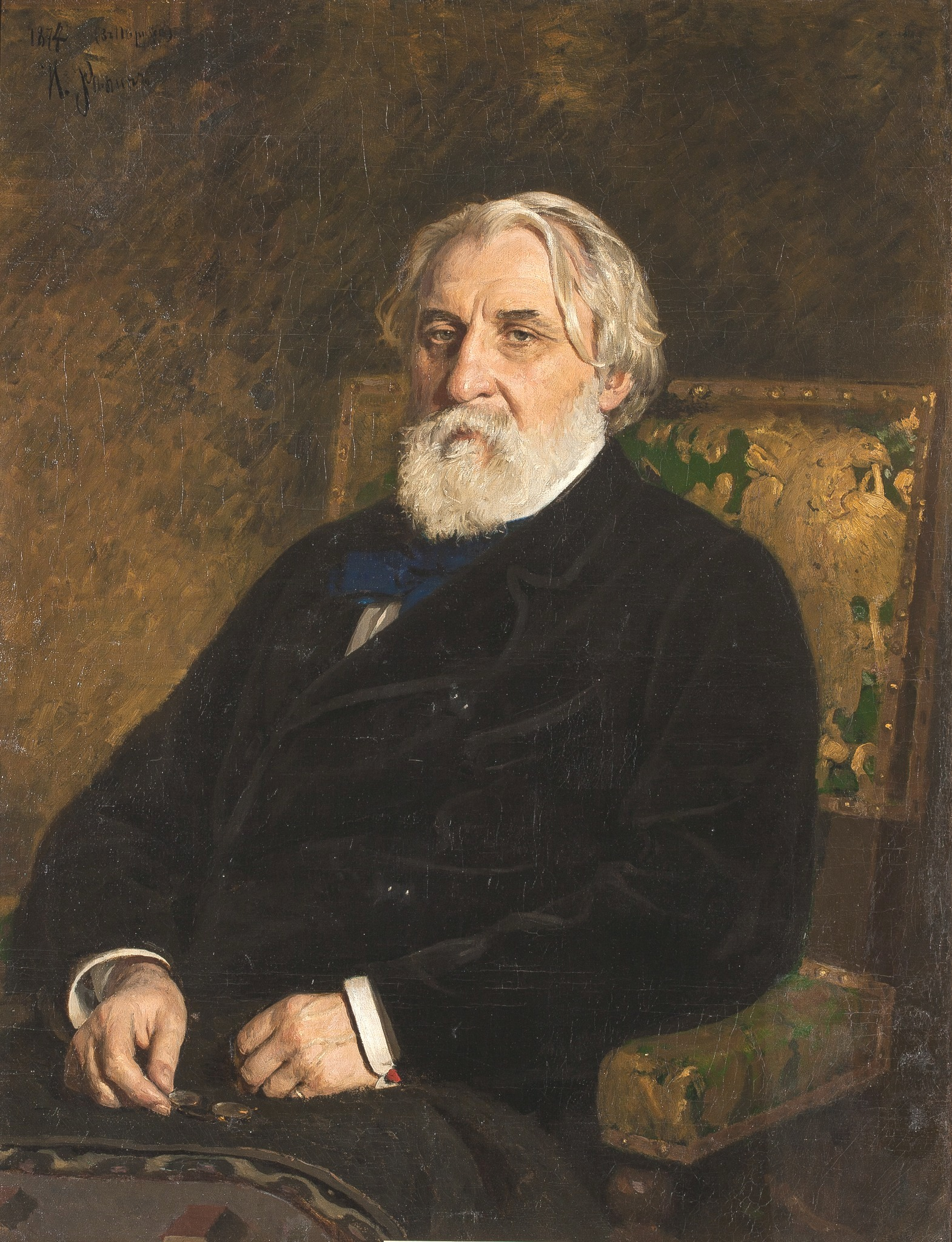
И. Е. Репин. Тургенев. 1874

В то же время и Тургенев помогал другу, когда тот приступил к работе над воспоминаниями о Пушкине. Погрузившись в работу, Анненков рассказывал Ивану Сергеевичу о возникавших вопросах и сомнениях. К примеру, в одном из писем от 1852 года Павел Васильевич признавался: «Третий месяц живу один-одинёшенек в деревне и недоумеваю, что делать. Он [Пушкин] в столице, он женат, он уважаем, и потом вдруг он — убит. Сказать нечего, а сказать следовало бы…». Тургенев, находившийся в ту пору в Спасском-Лутовинове под надзором полиции, ответил, что понимает, насколько тяжело «дописывать биографию Пушкина — но что же делать?» Его предложения и рекомендации Анненков нередко использовал при подготовке материалов.
Весьма тёплые отношения сложились у Анненкова и с Полиной Виардо. В своих письмах Тургеневу Павел Васильевич часто передавал привет «семейству Виардо», в котором у него была своя любимица — младшая из дочерей Марианна. После смерти Тургенева появились свидетельства, что в конце жизни страдающий от подагры писатель пребывал «в тяжёлых условиях, в одиночестве». Анненков обладал иной информацией: «Передайте слово благодарности и просьбу о воспоминании всем членам семейства Виардо, которые так Вас любят и берегут».

## Летописец полемики западников и славянофилов
В 1830—1840-х годах Анненков общался как с западниками, так и с представителями славянофильского лагеря. Он наблюдал за их дискуссиями, изучал их работы и видел, что — при всей разнице подходов — и те, и другие имели возможности для сближения позиций. В сборнике воспоминаний и критических очерков, вышедшем в Петербурге в 1881 году, Павел Васильевич воспроизвёл ряд их полемик, продемонстрировал условность некоторых существовавших стереотипов и отметил, что «западники… никогда не отвергали исторических условий, дающих особенный характер цивилизации каждого народа, а славянофилы терпели совершенную напраслину, когда их упрекали в наклонности к установлению неподвижных форм для ума, науки и искусства». Точно так же он показал, что укоренившаяся в ту пору привычка разделять представителей двух направлений на москвичей (славянофилов) и петербуржцев (западников) не имеет оснований, потому что географическая граница была размытой. По его словам, в столичном высшем свете иногда с симпатией воспринимали славянофильские идеи, а западники (например, философ Пётр Чаадаев и историк Тимофей Грановский) принадлежали к московскому интеллектуальному обществу. Сам Анненков, будучи убеждённым европеистом, оказался вне лагерей и течений:

В либеральной среде середины XIX столетия Павел Васильевич Анненков вместе со своими единомышленниками (Боткин, Дружинин) представлял определённый тип «лишнего» человека, постоянно сомневающегося «во времени и в себе», открытого разнообразному идейному влиянию, «жадно» ищущего нравственные и эстетические идеалы эпохи.